# Iarnród Éireann

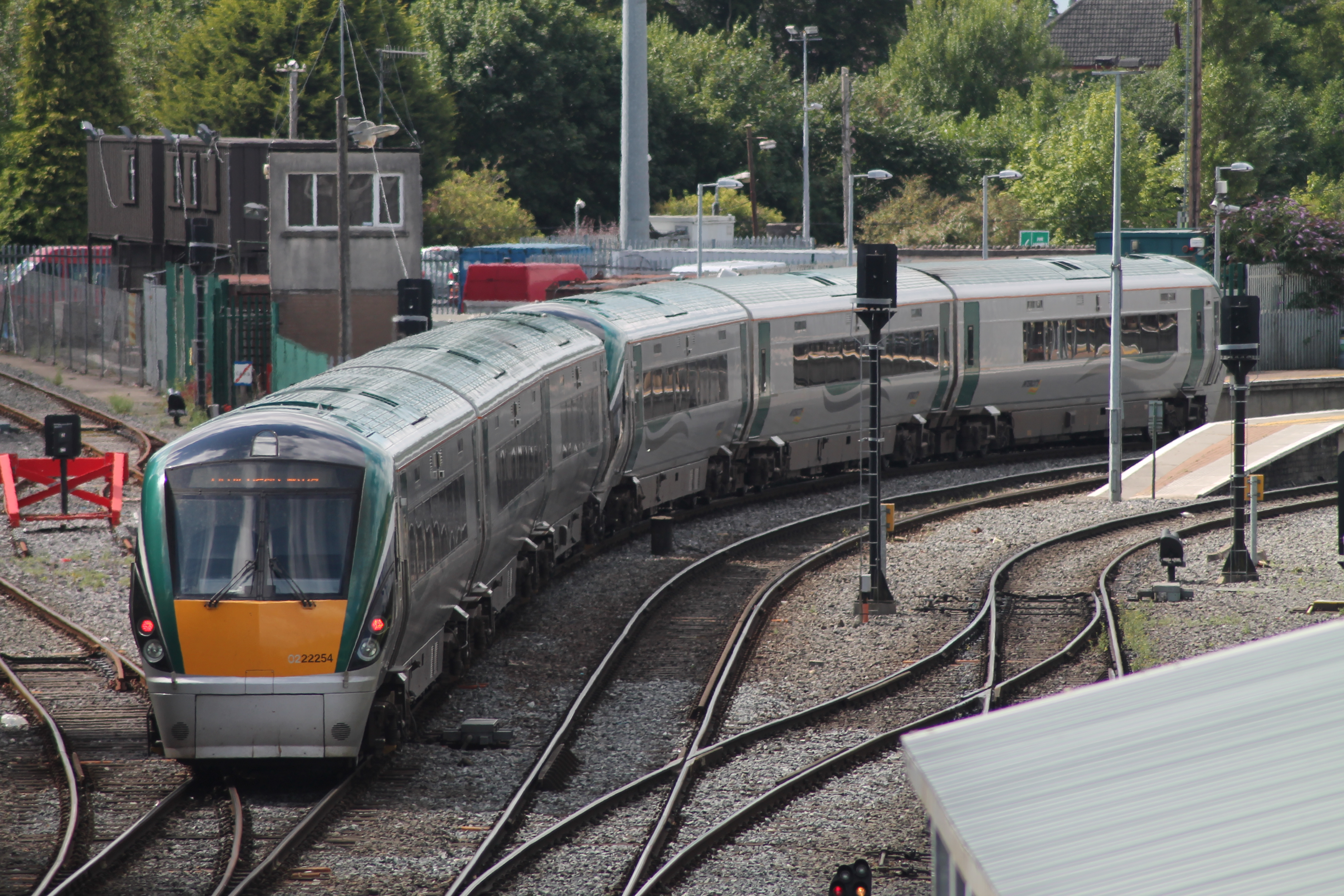
Treno diesel della Serie 22000 all'entrata della stazione di Drogheda

Iarnród Éireann (lett. "ferrovie irlandesi"; in inglese Irish Rail) è il gestore nazionale del sistema ferroviario dell'Irlanda. Fondata il 2 febbraio 1987, è una filiale dell'ente pubblico Córas Iompair Éireann (CIÉ). Offre servizi passeggeri di lunga distanza (InterCity) e pendolari (Commuter) così come il trasporto merci ferroviario all'interno della Repubblica d'Irlanda. In collaborazione con le Ferrovie dell'Irlanda del Nord gestisce il treno Enterprise che effettua un servizio di collegamento tra Dublino e Belfast. Nel 2007 con Iarnród Éireann hanno viaggiato 45,5 milioni di passeggeri, rispetto ai 43,1 milioni del 2006.

## Servizi

### Passeggeri
Le ferrovie irlandesi effettuano i servizi passeggeri principalmente con InterCity, Commuter e DART.

## Stazioni principali
Anche se la maggior parte delle stazioni della Iarnród Éireann prendono il nome dalla città che servono, un certo numero di stazioni nelle grandi città e paesi sono stati rinominati nel 1966 con i nomi di alcuni patrioti della Rivolta di Pasqua del 1916.
- Bray Daly
- Cork Kent
- Drogheda Mac Bride
- Dublino Connolly
- Dublino Heuston
- Dublino Pearse
- Dundalk Clarke
- Dún Laoghaire Mallin
- Galway Ceannt
- Kilkenny MacDonagh
- Limerick Colbert
- Sligo Mac Diarmada
- Tralee Casement
- Waterford Plunkett
- Wexford O'Hanrahan